# Vinäs (naturreservat)
Vinäs är ett naturreservat i Västerviks kommun i Kalmar län.
Området är naturskyddat sedan 2004 och är 125 hektar stort. Reservatet omfattar ett bergsparti med utsikt över havsviken Syrsan. och består av höga bergspartier med hällmarkstallskog och lägre ner lövblandad barrskog och lundartad lövblandskog.